# Kronenscharbe
Die Kronenscharbe (Microcarbo coronatus, Syn.: Phalacrocorax coronatus) ist eine Vogelart aus der Familie der Kormorane. Wie die nahe verwandte Riedscharbe zählt die Kronenscharbe zu den kleinsten Vertretern der Familie. Sie ist endemisch in den Gewässern des Benguela-Stroms vor der Westküste des südlichen Afrikas.
Die IUCN führt die Kronenscharbe auf der Vorwarnstufe (near threatened).

## Beschreibung
Kronenscharben sind 50–55 cm lang bei einem Gewicht von etwa 400 g. Das Gefieder adulter Vögel ist fast vollständig schwarz mit feinen weißen Sprenkeln an den Ohrdecken und einem rötlichen Bereich vor dem Auge. Auf der Stirn tragen die Vögel einen deutlichen Schopf, der bei Jungvögeln fehlt. Diese haben ganz allgemein ein eher braunes Gefieder. Von immaturen Riedscharben können sie durch ihre dunklere Unterseite und den kürzeren Schwanz unterschieden werden.
Die Iris der Vögel ist wie bei Riedscharbe rot, der Unterschnabel dunkelgelb, der Oberschnabel eher bräunlich.

## Verbreitung
Die knapp 50 Kolonien der Kronenscharbe sind entlang der Atlantikküste des südlichen Afrikas südlich bis Kap Agulhas nördlich bis Walvis Bay und Swakopmund zu finden. Seit der Jahrtausendwende gibt es auch eine kleine Kolonie etwa 300 km östlich des Kaps Agulhas im Tsitsikamma National Park und damit an der Küste des Indischen Ozeans. Die Vögel kommen ausschließlich an der Küste vor und wurden noch nie in einer Entfernung von der Küste über 10 km meerseits oder 100 m inlands gesichtet.
Die Gesamtpopulation liegt bei etwa 3000 Brutpaaren. Durch Ringfunde wurde gezeigt, dass die Jungvögel sich bis zu knapp 300 km vom Neststandort fortbewegen. Adulte Vögel wandern auch zwischen Kolonien, die bis zu 500 km voneinander entfernt sein können.

## Lebensweise und Fortpflanzung
Kronenscharben ernähren sich zum Großteil (97 %) von kleinen Fischen (6–16 cm), insbesondere Klippfischen und Seenadeln, und zu einem kleinen Teil von  Wirbellose, die in flachen Küstengewässern und im Kelpwald gejagt werden.
Die Vögel haben keine streng festgelegte Brutzeit und zu jeder Jahreszeit Eier legen. Allerdings findet die Mehrzahl der Bruten im Frühjahr und Sommer der Südhalbkugel statt. Das Nest wird aus Kelp, Stöckchen, Knochen etc. aufgebaut und mit Kelp oder Federn ausgekleidet. Meistens wird das Nest auf einer erhöhten Struktur aufgebaut wie Felsen oder Bäumen, aber auch menschengemachte Strukturen werden genutzt. In Ausnahmefällen werden auch Nester auf dem Boden gebaut. Die einzelnen Kolonien sind eher klein und bestehen typischerweise aus weniger als 150 Individuen. Allerdings vergesellschaften die Kronenscharben sich dabei oft mit anderen Koloniebrütern.
Es werden in der Regel drei Eier im Abstand von durchschnittlich zwei Tagen gelegt. Die Brutzeit beträgt im Mittel 23 Tage. Nach mindestens 35 Tage sind die Jungvögel flügge, wobei durch den asynchronen Schlupf und den daraus resultierenden Größenunterschied meistens nur zwei der drei Küken überleben.

## Systematik
Die Art wurde zuerst von Johan August Wahlberg im Jahr 1855 als Graculus coronatus in Namibia beschrieben. Der Gattungsname Graculus bedeutet wörtlich „Dohle“. Später wurde die Art der großen Gattung Phalacrocorax zugeordnet und dort als Unterart der sehr ähnlichen Riedscharbe geführt. Neuere Systematik stellt sie aber zusammen mit der Zwergscharbe, der Kleinscharbe, der Riedscharbe und der Kräuselscharbe in die Gattung Microcarbo (wörtlich „Kleinstscharben“).
Die Art ist monotypisch, d. h., es werden keine Unterarten unterschieden.

## Gefährdung
Gelege und nichtflügge Jungvögel werden durch diverse andere Vogelarten wie Dominikanermöwe und Rosapelikan bedroht. Menschliche Einflüsse, die sich negativ auf die Bestandssituation auswirken, sind u. a. Ölverschmutzung, Plastikverschmutzung, kommerzieller Fischfang und daraus resultierende Geisternetze sowie allerlei andere Verschmutzungen und Störungen. Menschliche Störungen führen oft auch zum zeitweisen Verlassen der Gelege und überhasteter Flucht der Jungvögel, wodurch Prädation durch Fressfeinde wahrscheinlicher wird. Aus diesen Gründen und wegen der relativ kleinen Gesamtpopulation wird die Art von der IUCN trotz der stabilen Populationsgröße in der Vorwarnstufe (near threatened) gestellt.